# Shape
Shape – drugi album polskiej grupy Something Like Elvis, wydany przez Antenę Krzyku w 1999 roku.

## Spis utworów
1. „Speed” – 2:34
2. „Screaming Madmen” – 3:51
3. „Waterfall” – 5:00
4. „Human-Animal” – 4:32
5. „Street Dancer” – 4:38
6. „Dangerous Tools” – 6:08
7. „Syringe” – 5:49
8. „Tango” – 3:48
9. „Whales” – 0:53
10. „Dusty Creatures” – 2:36

## Twórcy
- Jakub Kapsa – śpiew, bas
- Sławomir Szudrowicz – gitara
- Maciej Szymborski – akordeon
- Artur Maćkowiak – gitara
- Bartosz Kapsa – perkusja